# 幌内岳 (日高町)
幌内岳（ほろないだけ）は、北海道の沙流郡日高町にある標高1,695.2mの山である。山頂には三等三角点「幌内岳」が設置されている。

## 概要
日高山脈を構成する北日高の山で、主稜線上に位置する幌内分岐峰（1,654m)から西に派生する支稜線上に位置する山で、さらにその西側にはペンケヌーシ岳が連なる。
山名はアイヌ語の「ポロ・ナイ（大きい・川）」が語源であるとされるが、北海道実測切図には芽室岳北側の沢（現在は芽室川）に「ポロナイ」と記載されているため源頭の山ではないとされる。幌内分岐峰は主稜線とペンケヌーシ岳・幌内岳との分岐にある。

## 登山
登山道は存在しないため主に残雪期に登られる。主な登山ルートは2つある。

### 芽室岳登山口から
芽室岳登山口から芽室川沿いを歩き標高約1,610mの無名峰から東に伸びる尾根を登って主稜線に入り、北西へ歩いて幌内分岐峰から支稜線を歩き幌内岳山頂へ至る。

### ペケレベツ岳登山口から
国道274号にある登山口からペケレベツ岳へ登り、そこから稜線を歩いて北ウエンザル岳・ウエンザル岳・幌内分岐峰を経て支稜線へと入り幌内岳山頂へ至る。